# Tilden (Texas)
Tilden es un lugar designado por el censo ubicado en el condado de McMullen en el estado estadounidense de Texas. En el Censo de 2010 tenía una población de 261 habitantes y una densidad poblacional de 289,58 personas por km².

## Geografía
Tilden se encuentra ubicado en las coordenadas 28°27′36″N 98°32′55″O / 28.46000, -98.54861. Según la Oficina del Censo de los Estados Unidos, Tilden tiene una superficie total de 0.9 km², de la cual 0.9 km² corresponden a tierra firme y (0%) 0 km² es agua.

## Demografía
Según el censo de 2010, había 261 personas residiendo en Tilden. La densidad de población era de 289,58 hab./km². De los 261 habitantes, Tilden estaba compuesto por el 88.89% blancos, el 3.07% eran afroamericanos, el 0% eran amerindios, el 0% eran asiáticos, el 0% eran isleños del Pacífico, el 6.9% eran de otras razas y el 1.15% pertenecían a dos o más razas. Del total de la población el 47.89% eran hispanos o latinos de cualquier raza.